# Rusłan Basijew
Rusłan Basijew (ros. Руслан Сосланбекович Басиев; orm. Ռուսլան Բասիև; ur. 20 czerwca 1997) – rosyjski, a potem ormiański zapaśnik walczący w stylu wolnym. Brązowy medalista mistrzostw świata w 2006. Wicemistrz Europy w 2009. Trzeci na mistrzostwach Rosji w 2005 roku.